# Marcelo Kayath
Marcelo Jehá Kayath  (Belém, 15 de janeiro de 1964) é um violonista brasileiro.

## Biografia
Filho de Henry Checralla Kayath e Elza Bouhid Jehá Kayath, Marcelo nasceu no Pará mas, ainda bebê, mudou-se com a família para a  cidade do Rio de Janeiro, onde cresceu e começou a estudar violão aos 13 anos, com Leo Soares e, depois, com Jodacil Damasceno e Turíbio Santos.
Em 1980, aos 16 anos, obteve o segundo prêmio (Prêmio Andrés Segovia) no Concurso Internacional Villa-Lobos, no Rio de Janeiro, o que o possibilitou fazer uma turnê por todas as capitais brasileiras. Em 1982, venceu o Concurso Jovens Concertistas, concorrendo com 86 outros músicos de vários instrumentos diferentes. Dois anos depois, venceu dois dos maiores concursos de violão do mundo, o XXVI Paris Concours International de Guitarre e o IV Toronto International Competition.
Em 1985, Kayath fez sua primeira turnê pela Europa e Estados Unidos, sempre recebendo críticas muito positivas. A revista inglesa Classical Guitar e a Guitar International Magazine fizeram entrevistas com Kayath, publicando-as como matéria de capa. Com o sucesso dos concursos, Kayath começou a dar várias entrevistas para rádios em todo o mundo, especialmente a ORTF (França), BRT (Bélgica), BBC (Inglaterra), RTP (Portugal) e RTVE (Espanha). Participou de festivais em Paris, Sevilha, Liège, Toronto e Havana.
Em 1986, gravou três discos em poucos meses. O primeiro, gravado em apenas dois dias, é tido por muitos como o seu LP mais interessante, com repertório que vai do espanhol Joaquín Turina (1882 – 1949) ao britânico Stephen Dodgson (1924 – 2013), tendo gravado também raridades como …comme un Prélude…, a primeira parte de Deux études de concert (1963), de André Jolivet, e Prólogo e Toccata de Marlos Nobre, esta última dedicada a Kayath, além de William Walton, Edino Krieger, Joaquín Rodrigo e Leo Brouwer. Em novembro do mesmo ano, gravou o único de seus discos lançados no Brasil, com obras de Villa-Lobos e Garoto.
Surpreendentemente, no início dos anos 1990, depois de gravar seis discos, Kayath decide interromper sua carreira de concertista para trabalhar no mercado financeiro. Já sendo graduado em engenharia eletrônica pela UFRJ e tendo obtido, em 1992, um MBA pela Stanford Business School conhece, nos Estados Unidos, o empresário Jorge Paulo Lemann, que o convida para trabalhar no Banco Garantia. Em 1998, o Garantia é comprado pelo grupo Credit Suisse. Kayath permanece no Credit Suisse até 2016, quando deixa o posto de diretor do banco e, menos de um mês depois, aos 52 anos, lança Suítes e sonatas, seu primeiro disco depois 25 anos, apresentando peças de J.S. Bach, Sylvius Leopold Weiss, Fernando Sor e Castelnuovo-Tedesco. Kayath diz que não se trata de uma volta à carreira musical nos moldes anteriores, mas que pretende conciliar as duas atividades.
O músico também retomou o contato com violonistas através de fóruns da Internet, voltou a dar master classes e a escrever artigos, defendendo o que ele chama de "violão orquestra". Ele acredita que, nos últimos anos, os violonistas abriram mão de parte do colorido "orquestral" do instrumento, em favor da infalibilidade técnica e maior volume sonoro, resultando em um som mais plano e homogêneo. Segundo o violonista, as próximas gerações de violonistas deverão decidir qual o caminho a ser seguido: se aquele iniciado por Segovia, do colorido intimista da pequena orquestra, ou a tendência recente de maior volume e clareza técnica.

## Discografia
Marcelo Kayath gravou vários CDs em gravadoras brasileiras, americanas e européias, como Hyperion Records, MCA Classics e Pickwick Records.
- Villa-Lobos e o violão : segundo Concurso Internacional de Violão ; 40. aniversário dos Prelúdios (Tapecar, 1981). O disco é um registro das provas ao vivo dos participantes do concurso, dentre os quais,  Marcelo Kayath, que toca o Prelúdio nº 5 e o Estudo nº 8 de Villa-Lobos.
- The 20th Century Guitar (Hyperion - Fevereiro 1986)
- Latin American Guitar Classics (MCA – Pickwick – Julho 1986)
- Marcelo Kayath (Villa-Lobos e Garoto) (3M/RCA - Novembro 1986)
- Spanish Guitar classics (MCA – Pickwick – Fevereiro 1987)
- Latin American Guitar Classics Vol 2 (MCA – Pickwick – Abril 1990)
- Guitar Favorites (MCA – Pickwick Março 1991)
- Suítes e sonatas (GuitarCoop, 2016)